# Piper moreleti
Piper moreleti är en pepparväxtart som beskrevs av C. Dc.. Piper moreleti ingår i släktet Piper och familjen pepparväxter. Inga underarter finns listade i Catalogue of Life.